# Качалинское сельское поселение (Суровикинский район)
Качалинское се́льское поселе́ние — муниципальное образование (сельское поселение) в составе Суровикинского района Волгоградской области.
Административный центр — хутор Качалин.
Глава Качалинского сельского поселения — Козлова Любовь Владимировна.

## История
Качалинское сельское поселение образовано 21 декабря 2004 года в соответствии с Законом Волгоградской области № 971-ОД.

## Население
| 2010  | 2012  | 2013  | 2014  | 2015  | 2016  | 2017  |
| ----- | ----- | ----- | ----- | ----- | ----- | ----- |
| 1392  | ↘1371 | ↘1347 | ↘1325 | ↘1297 | ↘1288 | ↗1290 |
| 2018  | 2019  | 2020  | 2021  |       |       |       |
| ↘1280 | ↗1281 | ↘1251 | ↘1232 |       |       |       |

## Состав сельского поселения
| № | Населённый пункт | Тип населённого пункта        | Население |
| - | ---------------- | ----------------------------- | --------- |
| 1 | Качалин          | хутор, административный центр | 422       |
| 2 | Майоровский      | хутор                         | 452       |
| 3 | Остров           | хутор                         | 246       |
| 4 | Плесистовский    | хутор                         | 20        |
| 5 | Скворин          | хутор                         | 97        |
| 6 | Сухановский      | хутор                         | 155       |